# Francesco Santoliquido
Francesco Santoliquido (San Giorgio a Cremano, Nàpols, 6 d'agost de 1883 - Roma, 1971) fou un compositor italià.
La major part de la seva vida va romandre a Roma. La música d'aquest compositor es pot considerar com una transició del verisme de Pietro Mascagni i Giacomo Puccini a l'impressionisme debussysta.
Feu els estudis musicals al Liceu de Santa Cecília de Roma. Fou una de les figures més distingides de la moderna escola italiana. En la seva producció destaquen especialment:
- el poema La morte di Tintagiles, inspirat en Maeterlinck
- la cantata L'ultima visione de Cassandra
- les dues suites simfòniques Paessagi i Acquarelli
- les òperes La favola di Helga, estrenada en el Val Derme, de Milà, el 1910; L'ignota i Ferhuda, aquesta última estrenada a Tunis el 1919
- el mimo-drama La bajadera della maschera gialla
- dues Simfonies
- el poema simfònic Nelle oasi sahauriani
- Peces per a piano i melodies per a cant amb piano.

A més publicà, un interessant assaig, Il doppo Wagner, Debussy e Strauss.
Estava casat amb la pianista Ornella Puliti Santoliquido (1904-1977).